# Modena (provins)
Provinsen Modena (it. Provincia di Modena) er en provins i regionen Emilia-Romagna i det nordlige Italien. Modena er provinsens hovedby.
Der var 633.993 indbyggere ved folketællingen i 2001.

## Geografi
Provinsen Modena grænser til:
- i nord mod Lombardiet (provinsen Mantova),
- i øst mod provinserne Ferrara og Bologna,
- i syd mod Toscana (provinserne Lucca og Pistoia) og
- i vest mod provinsen Reggio Emilia.

Ferrarifabrikkerne ligger i Maranello nogle kilometer syd for Modena.

## Kommuner
- Bastiglia
- Bomporto
- Campogalliano
- Camposanto
- Carpi
- Castelfranco Emilia
- Castelnuovo Rangone
- Castelvetro di Modena
- Cavezzo
- Concordia sulla Secchia
- Fanano
- Finale Emilia
- Fiorano Modenese
- Fiumalbo
- Formigine
- Frassinoro
- Guiglia
- Lama Mocogno
- Maranello
- Marano sul Panaro
- Medolla
- Mirandola
- Modena
- Montecreto
- Montefiorino
- Montese
- Nonantola
- Novi di Modena
- Palagano
- Pavullo nel Frignano
- Pievepelago
- Polinago
- Prignano sulla Secchia
- Ravarino
- Riolunato
- San Cesario sul Panaro
- San Felice sul Panaro
- San Possidonio
- San Prospero
- Sassuolo
- Savignano sul Panaro
- Serramazzoni
- Sestola
- Soliera
- Spilamberto
- Vignola
- Zocca